# Emergència mèdica

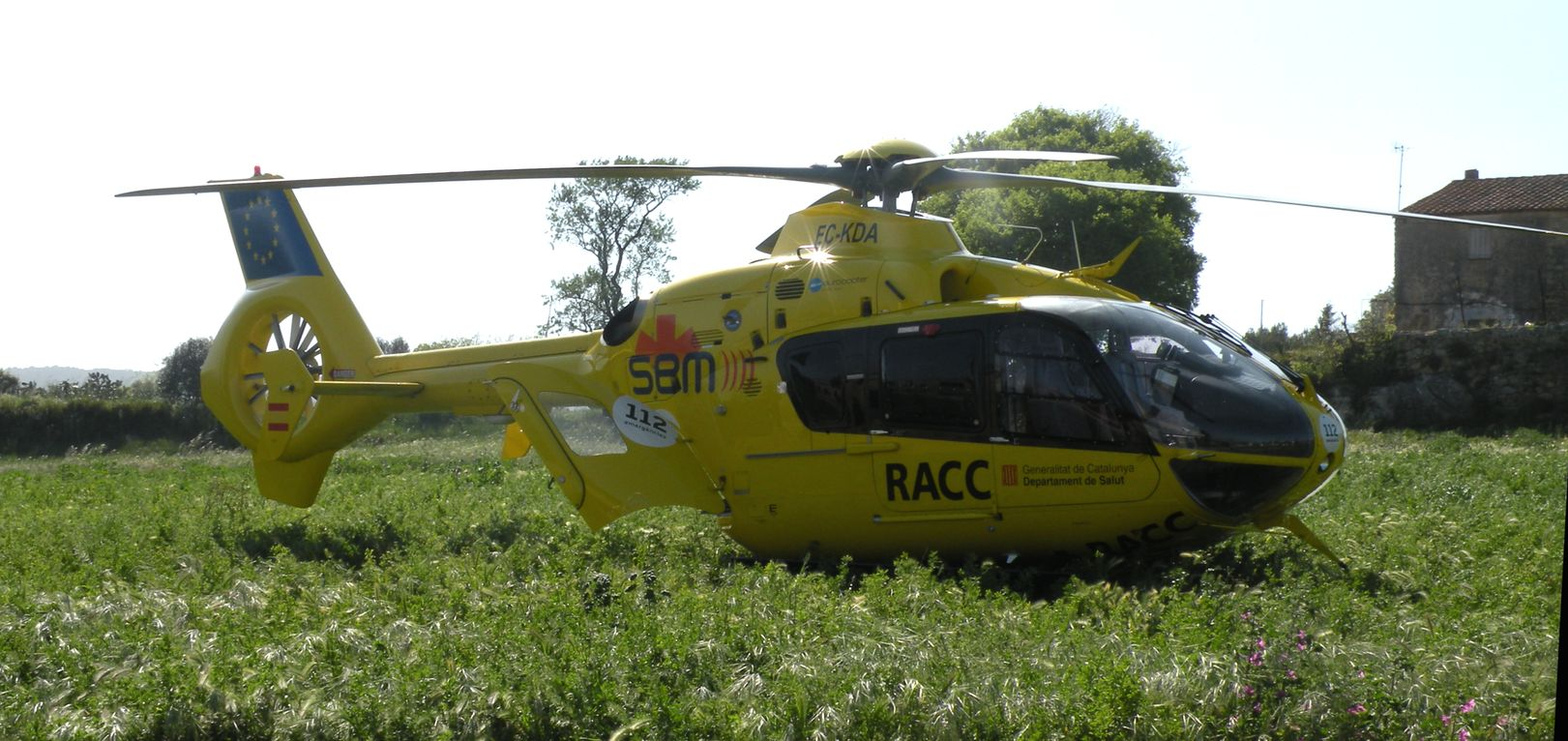
Helicòpter del Reial Automòbil de Catalunya (RACC), utilitzat pel Servei d'Emergències Mèdiques (SEM).

Una emergència mèdica és una lesió o malaltia que és greu i representa un risc immediat per la vida d'una persona o la salut a llarg termini. Aquest terme no s'ha de confondre amb urgència mèdica, en la que no hi ha un risc immediat per la vida de la persona. Les emergències solen requerir l'assistència d'una persona, que idealment haurà d'estar degudament autoritzada a aquest fi, rarament algunes d'aquestes situacions d'emergència poden ser tractades per les mateixes víctimes. Depenent de la gravetat de l'emergència, i la qualitat de qualsevol dels tractaments, es pot requerir la participació de múltiples nivells d'atenció, des d'un socorrista a un metge d'urgències a cirurgians especialitzats.